# Estline
Die Estline (Eigenschreibweise EstLine) war eine 1990 gegründete Reederei mit Sitz in Tallinn, die mehrere Fährschiffe für den Liniendienst zwischen Estland und Schweden betrieb. Bekanntheit erlangte das Unternehmen durch den Untergang seines damaligen Flaggschiffs Estonia im September 1994, bei dem 852 Menschen ums Leben kamen. Nach dem Unglück bestand die Estline noch weitere sieben Jahre, ehe sie 2001 nach ihrer Insolvenz aufgelöst wurde.

## Geschichte

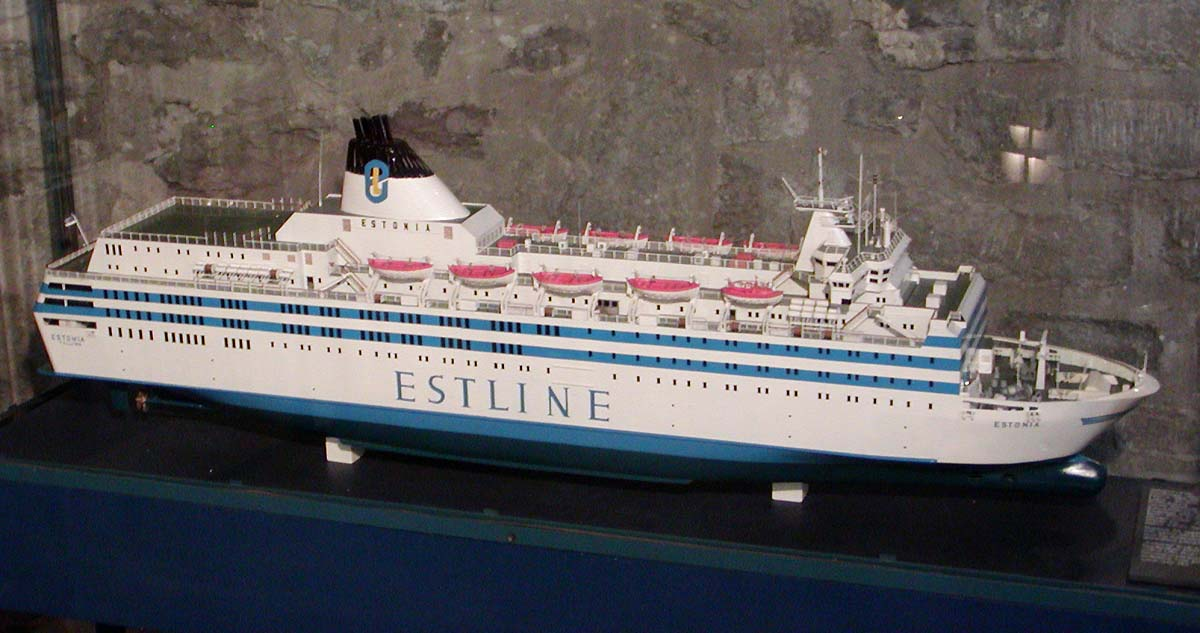
Modell der Estonia in den Rumpffarben der Estline

Die Estline entstand 1990 und befand sich im gemeinsamen Besitz der Reeder Nordström & Thulin in Stockholm und dem staatlichen Unternehmen ESCO. Erstes Schiff der Reederei wurde die ursprünglich 1974 als Dana Regina in Dienst gestellte Nord Estonia. Die Estline besaß ein zehnjähriges Exklusivrecht für die Beförderung von Passagieren zwischen Tallinn und Stockholm. In den folgenden Jahren betrieb die Reederei sowohl eigene Passagierfähren als auch gecharterte Einheiten (zumeist RoRo-Schiffe mit geringer Passagierkapazität).
Im Frühjahr 1993 wurde das einstige Flaggschiff Nord Estonia durch die größere und modernere Estonia von 1980 ersetzt. Am 28. September 1994 sank die Estonia in stürmischer See vor der Insel Utö da das Bugvisier versagt und sich geöffnet hatte, wobei 852 Passagiere und Besatzungsmitglieder ums Leben kamen. Der Untergang der Estline-Fähre ist damit das schwerste Schiffsunglück Europas in der Nachkriegszeit. Als Ersatz wurde im Oktober 1994 die (bereits vor dem Unglück übernommene) Mare Balticum in Dienst gestellt, die zuvor aufgrund der Estonia-Katastrophe und einer ähnlichen Konstruktionsweise ihres Bugvisiers umgebaut wurde.
Nach dem Untergang der Estonia wurde die Rumpffarbe der Estline-Schiffe von Weiß auf einen dunklen Blauton umgeändert. Auf dem Rumpf der Fähren stand anstatt des Namens der Reederei fortan nur noch die Bezeichnung Tallinn Stockholm. 1998 zog sich der bisherige Miteigentümer Nordström & Thulin aus dem Geschäft zurück, wodurch die Estline nun eine rein estnische Reederei war. Ab Dezember 2000 geriet das Unternehmen in finanzielle Schwierigkeiten, nachdem es das Exklusivrecht zur Beförderung von Passagieren auf seiner Stammroute verlor und nun die Reederei Tallink den Fährbetrieb zwischen Tallinn und Stockholm übernahm. Am 1. Januar 2001 stellte die Estline den Betrieb ein. Im Juli 2001 folgte die Insolvenz und die spätere Auflösung der mittlerweile stark verschuldeten Reederei.
Von den früheren im Besitz der Estline befindlichen Schiffen ist die Regina Baltica, von 1996 bis 2000 Flaggschiff der Reederei, die letzte noch existierende Einheit.

## Flotte

### Eigene Schiffe
| Jahr        | Name            | Tonnage    | Werft                  | Anmerkungen                                                                       |
| 1990 (1974) | Nord Estonia    | 12.192 BRT | Aalborg Værft, Aalborg | ab 1993 an die Larvik Line verchartert, 1994 verkauft, 2014 in Aliağa abgewrackt. |
| 1993 (1980) | Estonia         | 15.566 BRT | Meyer Werft, Papenburg | am 28. September 1994 vor Utö gesunken.                                           |
| 1994 (1979) | Mare Balticum   | 11.671 BRT | Meyer Werft, Papenburg | ab 1996 an Hansatee Shipping verchartert, 2021 in Alang abgewrackt.               |
| 1996 (1980) | Regina Baltica  | 13.878 BRT | Wärtsilä, Turku        | 2000 an Tallink, in Fahrt.                                                        |
| 1997 (1973) | Baltic Kristina | 12.281 BRT | Wärtsilä, Turku        | 2000 an Tallink, 2021 in Alang abgewrackt.                                        |
| Quelle:     |                 |            |                        |                                                                                   |

### Gecharterte Schiffe
| Jahr        | Name             | Tonnage    | Werft                                          | Anmerkungen |
| 1992 (1981) | Maersk Friesland | 1.596 BRT  | Amels, Makkum                                  | bis 1993 von der Norfolk Line gechartert, 2017 in Aliağa abgewrackt.                                                             |
| 1994 (1977) | Cap Canaille     | 1.576 BRT  | Soc. Nouvelle des At. & Ch. du Havre, Le Havre | 1994 von Delom gechartert, als Monarch Countess in Fahrt.                                                                        |
| 1994 (1972) | Donata           | 6.736 BRT  | Nystads Varv, Uusikaupunki                     | 1994 von Deseos gechartert, 2000 in Aliağa abgewrackt.                                                                           |
| 1995 (1977) | Bore Song        | 8.188 BRT  | Rauma-Repola Oy, Rauma                         | 1995 von Oy Retig gechartert, 2011 in Aliağa abgewrackt.                                                                         |
| 1995 (1977) | Nord Neptunus    | 3.455 BRT  | Österreichische Schiffswerften AG, Linz        | bis 1997 von Nordström & Thulin gechartert, 1998 bis 1999 als Neptunia erneut an Estline verchartert, 2007 in Aliağa abgewrackt. |
| 1996 (1978) | Cap Afrique      | 1.583 BRT  | Tokushima Zosen Sangyo, Komatsujima            | 1996 von Delom gechartert, 2007 nach Brand in Aliağa abgewrackt.                                                                 |
| 1996 (1992) | Parchim          | 8.157 BRT  | Brodogradilište, Rijeka                        | 1996 von Swan Marine Shipping gechartert, als Trans Carrier in Fahrt.                                                            |
| 1997 (1985) | Bolero           | 10.243 BRT | Mathias-Thesen-Werft, Wismar                   | 1997 von Compania de Navigatie Romline gechartert, als Lodbrog in Fahrt.                                                         |
| 2000 (1972) | Transest         | 2.386 BRT  | Hollming Oy, Rauma                             | 2000 von ESCO gechartert, 2006 in Alang abgewrackt.                                                                              |
| Quelle:     |                  |            |                                                | |